# Vovin
Vovin är ett album av goth metal-gruppen Therion som gavs ut 1998 av Nuclear Blast.

## Låtlista
1. Rise Of Sodom And Gomorrah
2. Birth Of Venus Illegitima
3. Wine Of Alaquah
4. Clavicula Nox
5. The Wild Hunt
6. Eye Of Shiva
7. Black Sun
8. Draconian Trilogy - Opening
9. Draconian Trilogy - Morning Star
10. Draconian Trilogy - Black Diamonds
11. Raven Of Dispersion